# Hosakoti, Badami
Hosakoti là một làng thuộc tehsil Badami, huyện Bagalkot, bang Karnataka, Ấn Độ.